# 久保田和樹
久保田 和樹（くぼた かずき、1978年7月25日 - ）は、日本の元プロボクサー。第50代日本ライト級チャンピオン。神奈川県藤沢市出身。神奈川県立藤沢北高等学校卒。相模原ヨネクラボクシングジム所属。

## 略歴
- 高校時代は硬式野球部で活躍。1年生の春から遊撃手でレギュラーを獲得し、2年生で4番を任され、悲劇のエース横浜高校の丹波慎也からも本塁打を放つなど高校通算28本塁打のスラッガーとして知られたほか、高校3年の夏は投手として平塚西工技戦では参考記録ながら5回までノーヒットノーランを達成した。野球部引退後の秋からボクシングを始めた。
- 1998年7月28日、1RKOでデビュー戦を飾った。
- 1999年11月16日、5連勝で東日本新人王スーパーフェザー級決定戦をリッキー・ツカモトと争うも6R判定負け。
- 2000年10月20日、4連勝で麻生昌芳を6R判定で下し、B級ライト級トーナメントを制覇。
- 2001年、下田賀彦に6判定勝を収めたものの、速水美成に6R判定、戸田憲士に6RTKOと連敗。
- 2002年、田中光吉に10R判定勝ちで連敗脱出も、小野淳一に6R負傷判定、木村登勇に3RKOとまたも連敗。
- 2005年3月10日、2勝1引分で嶋田雄大が返上し空位の日本ライト級王座を田中光吉と争った。4Rに偶然のバッティングで出血し負傷判定となり引き分けのため、再戦が決定した。
- 2005年6月13日、田中との再戦。10R判定で勝利し念願のタイトル奪取。娘をリングに上げ喜びを露にした。
- 2005年11月10日、伊藤俊介と初防衛戦。左フックで右目尻から出血をし2RTKOでタイトルを失う。
- 2006年9月9日、伊藤からタイトルを奪取した長嶋建吾とのタイトル戦。10R判定で敗れ戴冠ならず引退。